# الوجه والعكس

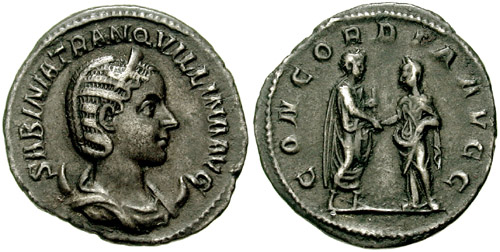
عملة إمبراطورية رومانية، صكت حوالي 241، مع رأس ترانكويلينا على الوجه، أو أمام العملة، وزواجها من غورديان الثالث يصور على الجانب الخلفي، أو الجانب الخلفي للعملة، في نطاق أصغر ؛ تظهر العملة الوجه - "الرأس" ، أو الجبهة - والعكس - "الذيل" ، أو العودة - هذا النمط لا يزال يسيطر على الكثير من العملات اليوم.

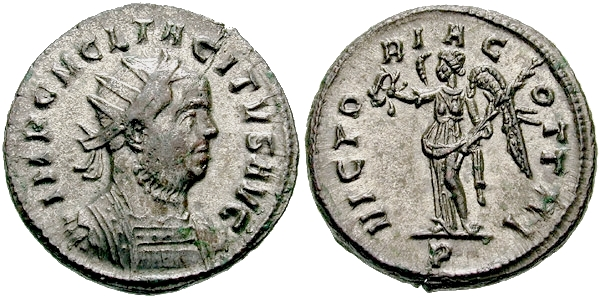
عملة نقدية رومانية إمبراطورية لـ ماركوس كلاوديوس تاسيتوس، الذي حكم لفترة وجيزة من 275 إلى 276 ، تتبع النمط التقليدي للعملات للوجه والعكس.

الوجه وعكسه (نقيض) يشير إلى الوجهين المسطحين للعملات المعدنية وبعض الأشياء الأخرى ذات الوجهين، بما في ذلك النقود الورقية والأعلام والأختام والميداليات والرسومات والمطبوعات القديمة وغيرها من الأعمال الفنية والأقمشة المطبوعة. في هذا الاستخدام، يعني الوجه  الأمام للكائن والعكس يعني الوجه الخلفي. يُطلق على الوجه الآخر لعملة ما اسم الرؤوس، لأنه غالباً ما يصور رأس شخص بارز، والخلف يُسمي كتابة.